# Uljin-eup
Uljin-eup (koreanska: 울진읍) är en köping i den östra delen av Sydkorea,  210 km öster om huvudstaden Seoul. Den är centralort i kommunen Uljin-gun i provinsen Norra Gyeongsang. 